# Zia Angelina
Zia Angelina (Tatie Danielle) è un film del 1990 diretto da Étienne Chatiliez.

## Trama
Angelina Billard, ultraottantenne vedova di un colonnello, vive in una grande villa ad Auxerre insieme all'anziana domestica Odile, che viene continuamente vessata dalla dispotica signora. Quando Odile muore cadendo da una scala a pioli, la vecchia Angelina è costretta a trasferirsi a Parigi in casa di suo nipote Jean-Pierre. Angelina, da tutti creduta mite e gentile, fa presto emergere il suo carattere malvagio e prepotente e comincia a maltrattare i nipoti senza alcun motivo, così come faceva con Odile. La moglie di Jean-Pierre, la simpatica estetista Catherine, cerca in ogni modo di assecondare la zia e metterla a suo agio, ma la donna la ripaga con ogni tipo di dispetto. Anche la sorella di Jean-Pierre, l'ingenua Jeanne, viene costantemente derisa dalla zia, che la crede un'idiota.
Durante l'estate i Billard, anche per sfuggire momentaneamente all'insopportabile presenza della zia, partono per tre settimane andando in un villaggio vacanze in Grecia e lasciano la donna alle cure di una giovane badante, Sandrine. La ragazza inizialmente cerca di accontentare la vecchietta assecondandone i comportamenti provocatori, ma dopo pochissimo tempo la giovane decide di rispondere ad Angelina usando i suoi stessi modi; la strategia di Sandrine funziona e la vecchia arriva perfino ad affezionarsi a lei, prestandole del denaro per riparare la sua automobile e regalandole la spilla di diamanti ambita dai nipoti. Il rapporto fra le due però si incrina quando Sandrine comunica ad Angelina di voler passare una notte in spiaggia con la sua nuova fiamma, il turista Michael. L'anziana si oppone, le due litigano furiosamente e Sandrine va via di casa. Per vendetta nei confronti di tutti, la zia Angelina dà fuoco all'appartamento dei Billard e, una volta soccorsa, fa credere a tutti di essere stata abbandonata per mesi dai suoi familiari. I Billard vengono travolti dallo scandalo e la storia di Angelina finisce anche nei telegiornali; sfiniti dalle malefatte della perfida vecchietta, i Billard non possono fare altro che ricoverarla in una casa di riposo, dove Angelina continua a tormentare le infermiere e le altre anziane. Catherine tuttavia si sente piena di sensi di colpa e si reca spesso a trovare la zia, che non le dimostra alcuna riconoscenza. Una mattina, la donna scompare misteriosamente dall'ospizio, portandosi via tutte le sue cose e non facendo sapere nulla né al personale né ai nipoti. Questo sembra essere l'ultimo dispetto nei confronti di tutti coloro che hanno cercato di aiutarla: in realtà Angelina si è ricongiunta con Sandrine e le due donne si stanno felicemente godendo una vacanza in giro per il mondo.

## Riconoscimenti
La pellicola ottenne tre candidature ai Premi César 1991, senza tuttavia vincere in nessuna delle tre categorie.
- Nomination Miglior attrice a Tsilla Chelton
- Nomination Miglior attrice non protagonista a Catherine Jacob
- Nomination Miglior promessa femminile a Isabelle Nanty